# Poi

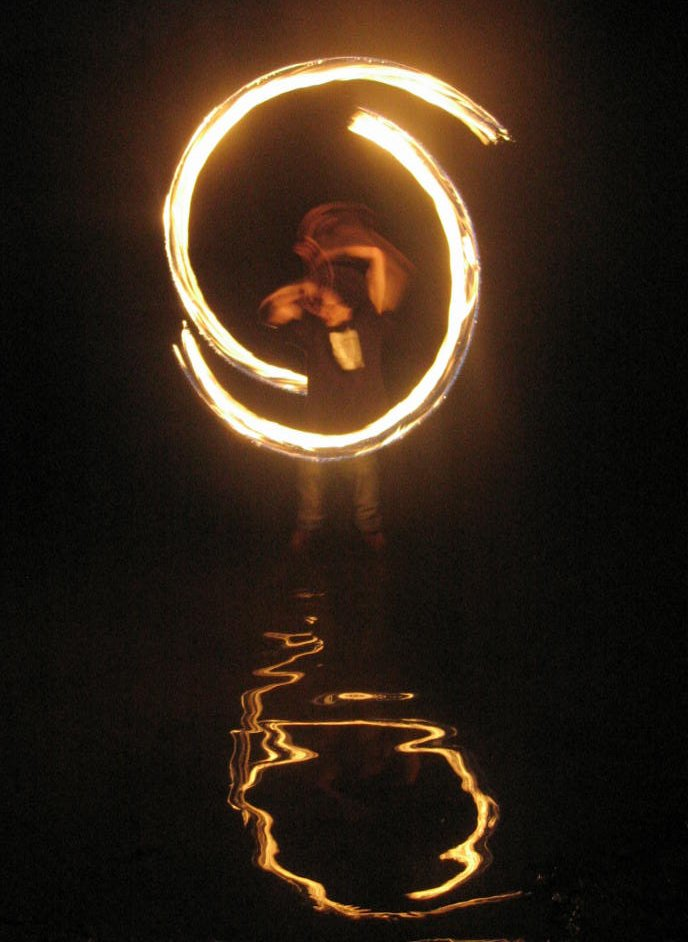
Poi

Poi je forma rytmické a pohybové aktivity, při které se točením míčů připevněných na šňůře vytvářejí různé motivy geometrických obrazců. Původně tuto dovednost předváděli Maoři, obyvatelé Nového Zélandu. Poi v překladu znamená míč. Tuto techniku používaly ženy k zlepšení ohebnosti zápěstí rukou a muži pro zpevnění ramen a koordinaci pohybů.

## Moderní Poi
Dnes je točení s Poi populární po celém světě. V Evropě se tomuto umění věnuje mnoho mladých lidí ve volném čase, ale i profesionálně. Přitom se používají různé druhy Poi:
- tréninkové Poi: ideální pro začátečníky. Mohou to být například tenisové míčky připevněné na šňůře. Výhodou je nenáročná výroba,
- ponožkové Poi: jsou kónického tvaru vyrobené ze sešité, často pružné látky, nebo dlouhých ponožek zatížených závažím, například pytlíkem s rýží, nebo jinou měkkou zátěží,
- světelné Poi: k zvýraznění předváděných obrazců v noci se využívá UV záření v kombinaci s reflexivními materiály a moderní LED diody napájené skrytou baterií. Programovatelné LED Poi umožňují celou škálu doplňujících efektů,
- ohnivé Poi se vyrábějí se z nehořlavého materiálu, převážně kevlaru, připevněného na řetězech, který se namáčí do bezpečných hořlavin (čirý lampový olej, nebo petrolej). V žádném případě se nenamáčí do benzínu, nebo jiných hořlavin první třídy.  Vystoupení s ohnivými Poi je dnes velmi rozšířené na mnoha kontinentech a v mnoha zemích, kombinuje se s dalšími prvky.

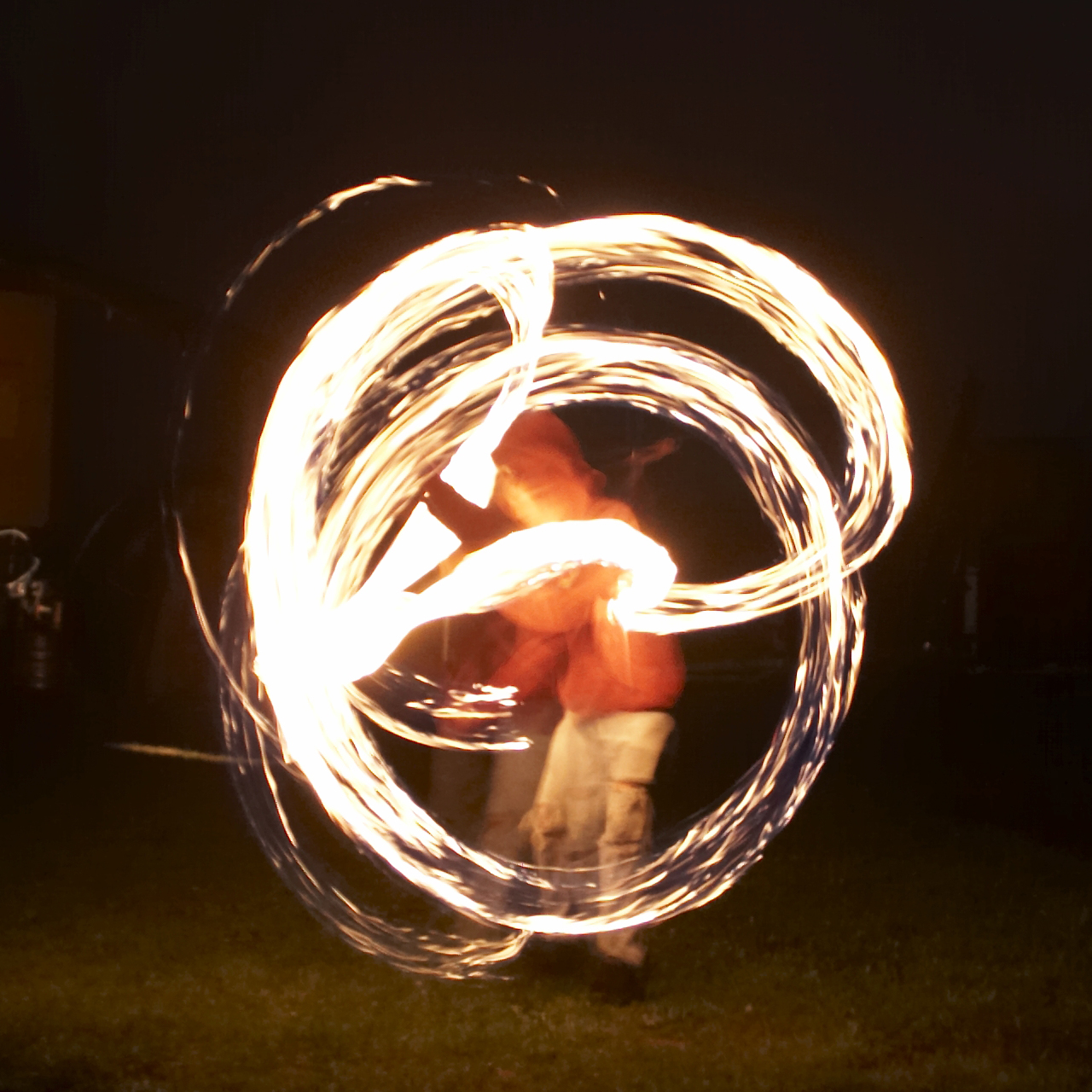
Poi

## Výroba ohnivých Poi

### Materiál
Materiál je důležitý, nejen kvůli správnému efektu, ale především kvůli bezpečnosti. Nesmí se trhat, hořet příliš rychle, po vyhoření odlétávat. Nejčastějším materiálem pro výrobu ohňových Poi je Kevlar.
Budete potřebovat:
- 2ks 12cm dlouhé a 10mm široké trubičky
- 2ks 12cm dlouhé a 10mm široké dřevěné kolíky
- 2ks 5cm dlouhé a 3.5mm vruty s plochou hlavou
- 2ks podložky s 4mm otvorem
- 2ks 12cm široké a 130cm dlouhé pásy Kevlaru
- 2ks tenčí svařované řetězy
- 2ks kožená poutka
- 4ks malých šroubovacích karabin, nebo malých kroužků na klíče

### Postup
Trubičky provrtáme: po jednom otvoru 5mm od horního konce a 15 mm od spodního konce a další dva otvory 5mm od spodního konce. Do trubičky vložíme dřevěný kolík a provrtáme spodní konec. Do vzniklého otvoru provlečeme malou karabinu, nebo kroužek na klíče. Na trubičky namotáme v horní části pásy látky, které přišroubujeme do samostatného otvoru v dřevěných kolících. Na karabiny navlečeme řetěz a na opačnou stranu řetězu ve vhodné vzdálenosti poutka, a to v takové výšce, aby se Poi nedotýkaly země, když jsou ruce svěšené podél těla.

### Použití
Poi namočíme na několik minut do nádoby s lampový olejem, nebo petrolejem. Po vytáhnutí prudkým švihem odstředíme přebytečné palivo. Potom jsou Poi připravené na zapálení.

### Bezpečnost
Důležité je uvědomit si možné riziko, které zacházení s ohněm doprovází. Pokud si nejste jisti, že přesně víte, jak se Poi chovají, cvičte s nezapálenými, tréninkovými, dokud nezískáte jistotu, nebo používejte bezpečnější světelné Poi.
Oblečení je vhodné bavlněné, nebo z přírodních materiálů s nízkým stupněm hořlavosti. Umělá vlákna mohou velice snadno začít hořet. Dále se doporučuje například šátek na hlavě, nebo rukavice.
Nikdy netočte se zapálenými Poi sami, neustále by měl být někdo u vás.